# Carl Busse (Autor)
Carl Friedrich August Wilhelm Busse (* 11. Oktober 1772 in Dassel; † 26. Oktober 1829) war ein deutscher Autor, Pastor und Superintendent.

## Leben
Carl Busse war von 1784 bis 1790 Schüler der Klosterschule in Holzminden. Von 1790 bis 1793 absolvierte er ein Studium der Theologie an der Universität Göttingen. 1799 trat er eine Stelle als Pastor in Bledeln an. Ab 1815 war er Pastor in Elze. 1825 wurde er Superintendent in Winsen an der Aller, wo er auch Pastor war.

## Schriften
- Walther der Deutsche. Biographie eines berüchtigten Niedersachsens, welcher Dieb, Räuber, gebrandtmarkter und geächteter Verbrecher, und doch ein redlicher Mann war. Bohn, Holzminden 1798. (Digitalisat)
- Holzmindensche Unterhaltungen. 1797–1799.[3]
- Memorabilia ecclesiarum evangelicarum – in praefectura Poppenburgensi inde a reformationis ecclesiasticae temporibus. Schlüter, Hannover 1822.
- De macrobiis et jubilariis inter pastores evangelicos provinciae Hildesiensis. Schlüter, Hannover 1825.[4]

Darüber hinaus verfasste er zahlreiche Artikel für verschiedene Zeitschriften wie Wachlers Neue Theologische Annalen.
Besonderes Interesse fand zu seiner Zeit seine Darstellung innerkirchlicher Missstände, die 1821 veröffentlicht wurde unter dem Titel Geschichte des vormaligen Pfründe- und Pfarrverkaufs in den katholischen Stiftern, mit besonderer Rücksicht auf das Bisthum Hildesheim.